# Sri-lankische Cricket-Nationalmannschaft in Australien in der Saison 1989/90
Die Tour der sri-lankischen Cricket-Nationalmannschaft nach Australien in der Saison 1989/90 fand vom 8. bis zum 20. Dezember 1989 statt. Die internationale Cricket-Tour war Bestandteil der Internationalen Cricket-Saison 1989/90 und umfasste zwei Tests. Australien gewann die Serie 1–0.

## Vorgeschichte
Australien spielte zuvor einen Test gegen Neuseeland, Sri Lanka ein Sechs-Nationen-Turnier in Indien.
Das letzte Aufeinandertreffen der beiden Mannschaften bei einer Tour fand in der Saison 1987/88 in Australien statt.

## Stadien
Die folgenden Stadien wurden für die Tour als Austragungsort vorgesehen.
| Stadion        | Stadt    | Kapazität | Spiele  |
| -------------- | -------- | --------- | ------- |
| The Gabba      | Brisbane | 42.000    | 1. Test |
| Bellerive Oval | Hobart   | 20.000    | 2. Test |

## Kaderlisten
Die folgenden Kader wurden von den Mannschaften benannt.
| Test | Test |
| Australien | Sri Lanka |
| --- | --- |
| - Terry Alderman - David Boon - Allan Border - Greg Campbell - Ian Healy - Merv Hughes - Dean Jones - Geoff Lawson - Tom Moody - Carl Rackemann - Peter Sleep - Mark Taylor - Steve Waugh | - Asanka Gurusinha - Graeme Labrooy - Roshan Mahanama - Champaka Ramanayake - Arjuna Ranatunga - Dammika Ranatunga - Rumesh Ratnayake - Rumesh Ratnayeke - Athula Samarasekera - Hashan Tillakaratne - Gamini Wickremasinghe - Aravinda de Silva - Asoka de Silva |

## Tests

### Erster Test in Brisbane
| 8. – 12. Dezember Scorecard | Brisbane | Australien 367 (95.3) & 375-6 (123) | – | Sri Lanka 418 (166.3) |
|                             |          | Remis                               |   |                       |

### Zweiter Test in Hobart
| 16. – 20. Dezember Scorecard | Hobart | Australien 224 (72.4) & 513-5d (125) | – | Sri Lanka 216 (83.4) & 348 (141.4) |
|                              |        | Australien gewinnt mit 173 Runs      |   |                                    |